# Nicolò Carucci
Nicolò Carucci, född 22 februari 2001 i Milano, är en italiensk roddare.

## Karriär
I september 2020 tog Carucci guld i singelsculler vid U23-EM i Duisburg.
I augusti 2022 vid EM i München tog Carucci EM-guld i scullerfyra tillsammans med Andrea Panizza, Luca Chiumento och Giacomo Gentili. Följande månad tog samma båt med roddare brons vid VM i Račice efter att slutat bakom Polen och Storbritannien. I maj 2023 tog de brons tillsammans i scullerfyra vid EM i Bled. I september 2023 tog de silver tillsammans i scullerfyra vid VM i Belgrad.
I april 2024 vid EM i Szeged tog Carucci sitt andra EM-guld i scullerfyra tillsammans med Andrea Panizza, Luca Chiumento och Giacomo Gentili.